# Дралфа (нос)
Носът Дралфа (на английски: Dralfa Point) е морски нос в края на полуостров Томпсън в североизточната част на остров Анвер. Разположен 20.8 км на юг-югоизток от нос Бейл, 10.82 км северозападно от нос Ендрюс и 13.72 км на север-североизток от нос Студена. Отделя залива Патагония на северозапад от залива Фурние на югоизток.
Координатите му са: 64°27′18″ ю. ш. 63°05′23″ з. д. / 64.455° ю. ш. 63.089722° з. д..
Наименуван е на селището Дралфа в Североизточна България. Името е официално дадено на 3 юни 2010 г.
Британско картографиране от 1980 г.

## Карти
- British Antarctic Territory. Scale 1:200000 topographic map No. 3217. DOS 610 – W 64 62. Tolworth, UK, 1980.
- Antarctic Digital Database (ADD). Scale 1:250000 topographic map of Antarctica. Scientific Committee on Antarctic Research (SCAR). Since 1993, regularly upgraded and updated.